# Summorum pontificum

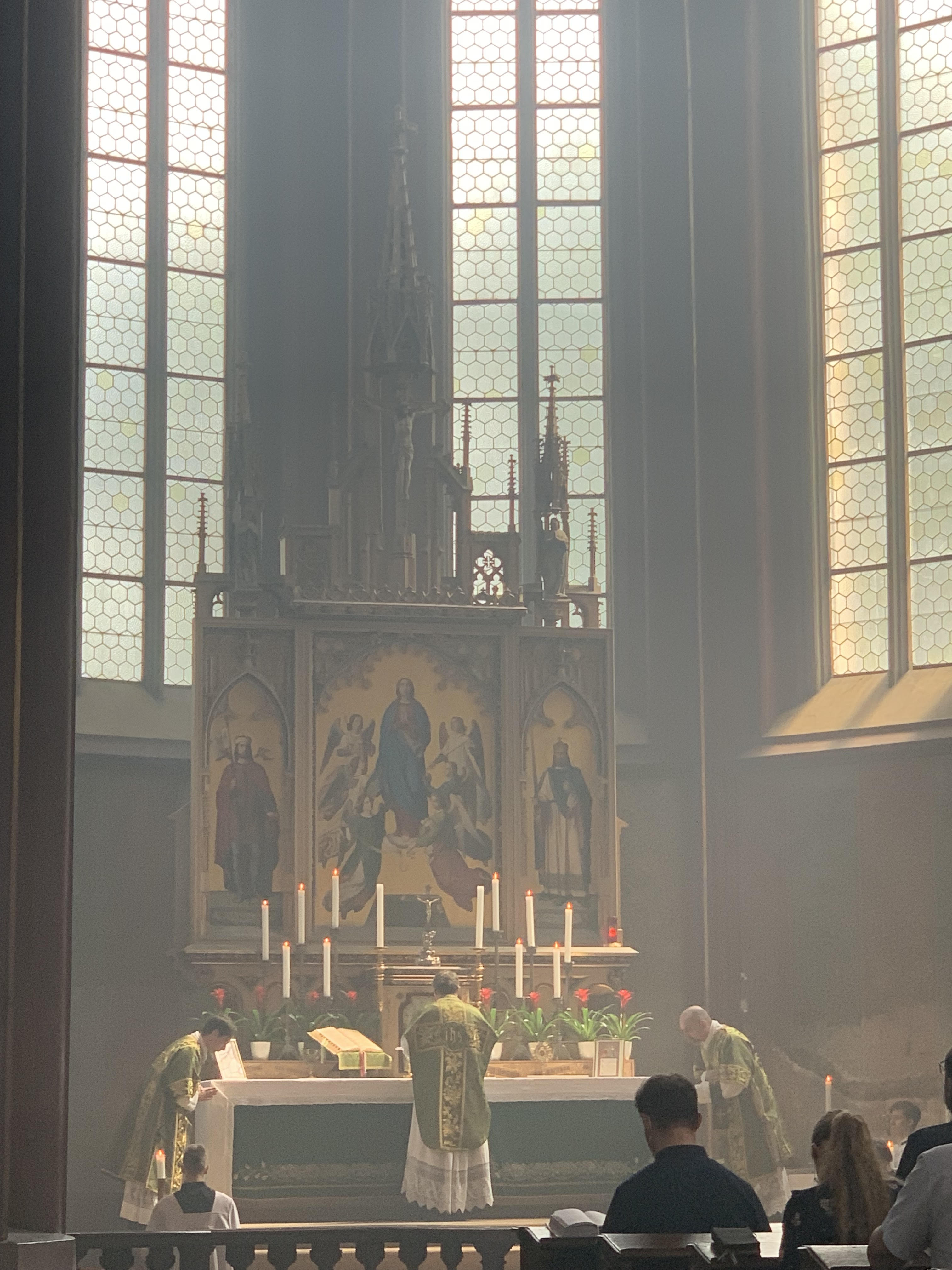
R. D. Stanislav Přibyl celebruje mši svatou slouženou podle misálu z roku 1962 (Kostel Nanebevzetí Panny Marie a svatého Karla Velikého, Praha)

Summorum pontificum je apoštolský list papeže Benedikta XVI., vydaný motu proprio (z vlastního popudu). Dokument specifikoval pravidla a možnosti slavení starší liturgické formy podle misálu Jana XXIII. z roku 1962 (tzv. tridentská mše), kterou ustanovil jako mimořádnou formu římského ritu (forma extraordinaria). Řádnou formou zůstávala stále mše podle misálu Pavla VI., který reagoval na liturgické návrhy druhého vatikánského koncilu. Obecně řečeno list Summorum pontificum možnost slavení podle staršího způsobu oproti dřívějšku usnadňoval.
Dokument byl vydán 7. července 2007, platnost pak nabyl 14. září téhož roku. Benedikt XVI. k dokumentu samotnému připojil ještě dopis všem biskupům, v kterém popisuje důvody, které ho vedly k učinění tohoto kroku. Konstatoval, že mše svatá definovaná bulou Quo primum nebyla nikdy zakázána. 
List byl de facto odvolán 16. července 2021 apoštolským listem Traditionis custodes papeže Františka, což vedlo k omezení možností sloužit mši v mimořádné formě.

## ObsahSummorum pontificum

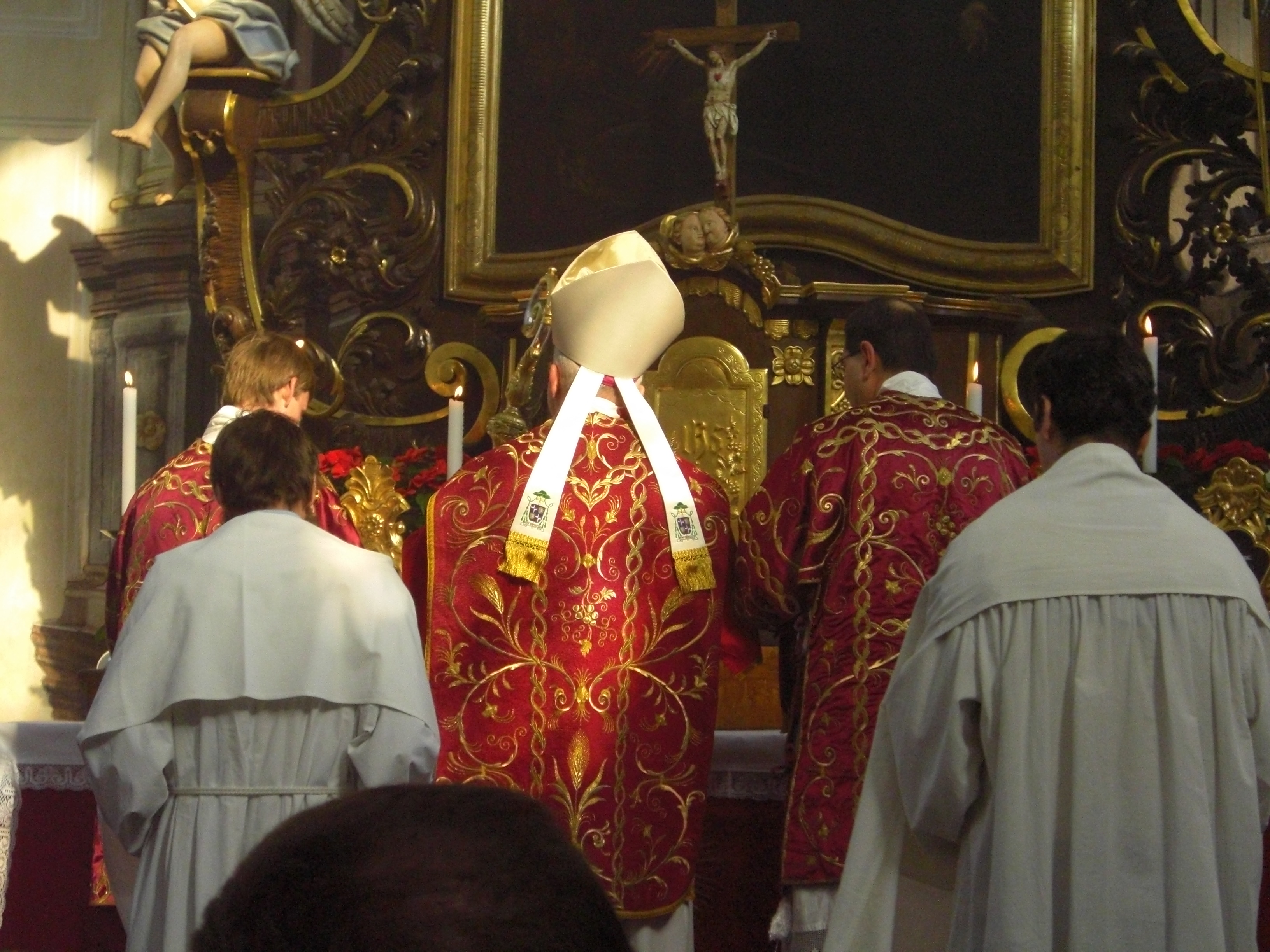
Mše podle misálu Jana XXIII. sloužená litoměřickým biskupem Janem Baxantem.

Dokument papež podle vlastních slov vydal „v důsledku naléhavých proseb věřících, po vyslechnutí otců kardinálů na konsistoři, po hlubokém zvážení všech aspektů, vzývání Ducha svatého a spoléhaje se na pomoc Boží“.
Na počátku se papež v dokumentu zmiňuje o tom, že liturgická forma, jak ji podává misál Jana XXIII., nebyla nikdy zrušena a má se jí pro její ctihodnost a starobylost prokazovat potřebná úcta. Označuje ji za mimořádnou formu římského ritu vedle řádné formy, kterou je pokoncilní způsob slavení. Dokument poté nahrazuje podmínky pro užívání starší liturgie stanovené předcházejícími dokumenty za pontifikátu Jana Pavla II. Quattuor abhinc annos a Ecclesia Dei a de facto konstatuje objektivní platnost buly Quo primum.
V dokumentu papež poté stanovuje, že:
- Každý katolický kněz latinského ritu může sloužit soukromou mši podle misálu Jana XXIII. kdykoliv kromě velikonočního tridua. K tomuto účelu již nepotřebuje žádné povolení biskupa, jak tomu bylo dříve. K účasti na této mši mohou být připuštěni taktéž věřící, kteří by o to svobodně žádali.

- Komunity zasvěceného života mohou podle staršího způsobu slavit taktéž. Pokud by však chtěly takto slavit často, převážně či trvale, musí o tom rozhodnout vyšší Představení.

- Faráři se ve svých farnostech mají vyhnout nesvornosti a ochotně přijmout skupinu věřících, která by žádala o sloužení mší podle staršího způsobu. Ta se může sloužit jak ve všední dny, tak o nedělích a svátcích. Kromě toho má kněz vyhovět věřícím, kteří by si tento způsob slavení přáli při zvláštních příležitostech jako jsou svatby, pohřby či poutě. Pokud farář skupině věřících nevyhoví, mají se obrátit na místního biskupa, který je vroucně nabádán je vyslyšet. Brání-li mu v tom něco, může se obrátit na Papežskou komisi Ecclesia Dei, která nadále plní svůj úkol.

Dokument pak končí slovy: „Nařizujeme, aby všechno to, co jsme stanovili tímto Apoštolským listem daným Motu proprio, bylo pokládáno jako „ustanovené a nařízené“ zachovávat ode dne 14. září tohoto roku, na slavnost Povýšení Svatého Kříže, navzdory všemu, co by s tím mohlo být v rozporu.“

## Dopis Benedikta XVI. biskupům

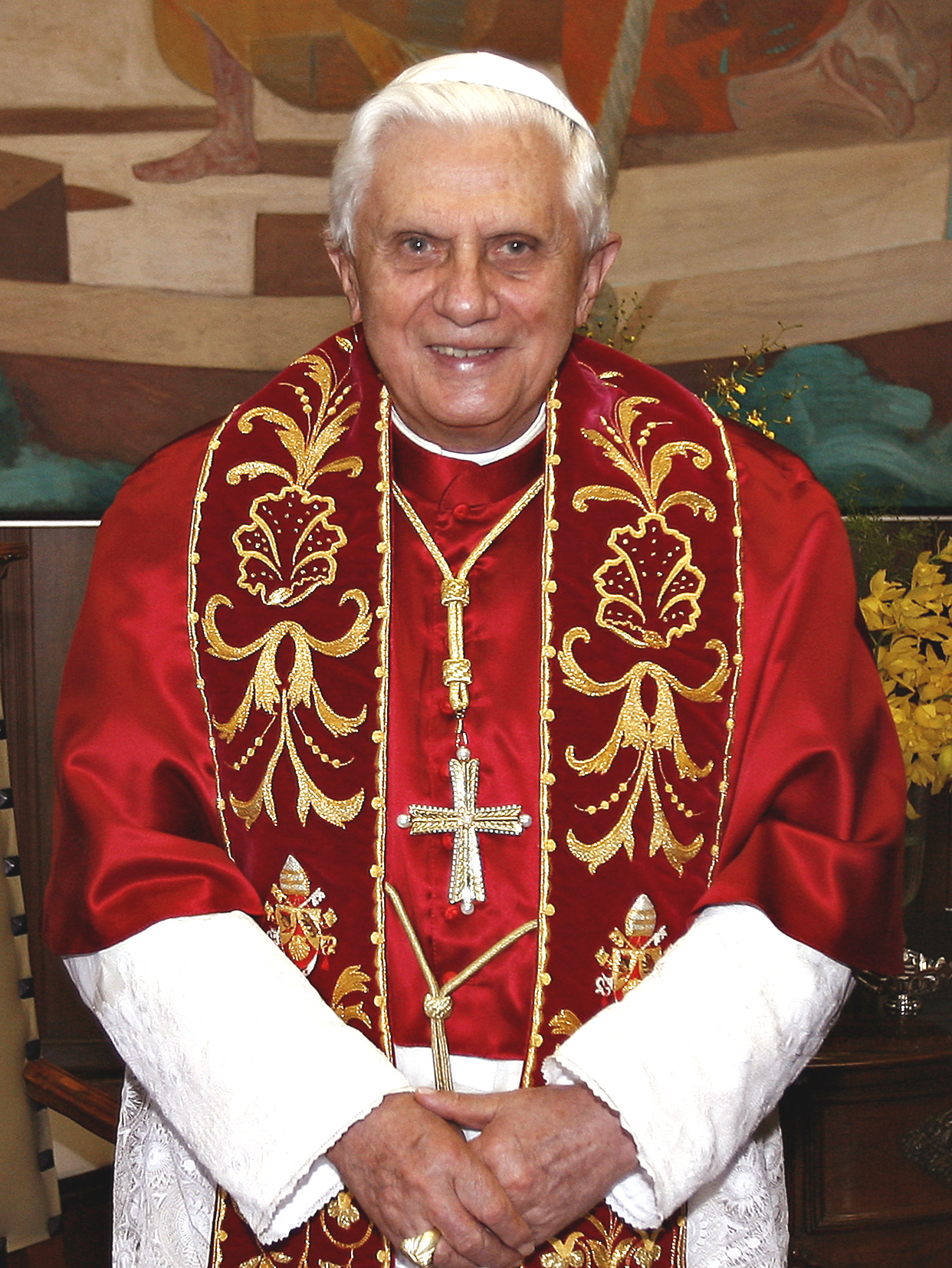
Papež Benedikt XVI.

V dopise, který Benedikt XVI. zaslal všem biskupům popisuje důvody, které ho vedly k sepsání dokumentu a snaží se taktéž odpovědět na některé námitky. Za dvě obavy, které se dokumentu nejvíce stavěly na odpor považuje obavu z oslabení autority II. vatikánského koncilu a poté obavu z toho, že vznikne jakási rozpolcenost ve farnostech. Tyto námitky označuje v dopise za neopodstatněné a zdůrazňuje, že misál Jana XXIII. nebyl v katolické církvi nikdy zakázán a tak možnost podle něj slavit existovala stále, pouze nebyly dány přesné pokyny k jeho užívání. V dopise Benedikt XVI. připomíná motu proprio Ecclesia Dei Jana Pavla II., kde Jan Pavel II. vyzval biskupy k velkodušnosti vůči „oprávněným touhám“ věřících po starší formě slavení. Zdůraznil taktéž, že starší formu slavení nepožadovaly jen skupiny na pokraji katolické církve jako FSSPX, ale že na vlastní oči viděl, „jak hluboce byly svévolnými deformacemi Liturgie zraňovány ty osoby, které byly naprosto zakořeněny ve víře Církve“. To mluví o době po koncilu, kdy se podle něj „na mnoha místech necelebrovalo věrně podle pokynů nového Misálu, který byl dokonce chápán jako určitá autorizace či rovnou povinnost jakési kreativity, jež vedla často k deformacím Liturgie na mezi snesitelnosti“.
Svoji pozitivní motivaci k vydání dokumentu pak v dopise popisuje slovy:
Jde o to, dosáhnout interního smíření v lůně Církve. Při pohledu do minulosti, na rozdělení, která v průběhu staletí zraňovala Kristovo Tělo, neustále vyvstává dojem, že v kritických momentech, ve kterých se tato rozdělení rodila, nebylo ze strany představitelů Církve učiněno dostatek pro zachování či znovu dosažení smíření a jednoty; vyvstává dojem, že opomenutí Církve mají svůj díl viny na skutečnosti, že se tato rozdělení mohla konsolidovat. Tento pohled do minulosti nás dnes staví před povinnost učinit vše, co lze, pro to, aby všichni ti, kteří skutečně touží po jednotě, mohli v této jednotě zůstat nebo ji opět nalézt.
List Benedikta XVI. biskupům k vydání apoštolského listu o volném užití latinského misálu z roku 1962
Např. tradicionalistické Kněžské bratrstvo svatého Pia X. se již dříve vyjádřilo tak, že svolení k vysluhování mší podle misálu z roku 1962 je první podmínkou k navázání jakéhokoliv věroučného dialogu se Svatým stolcem.
V dopise pak papež také zmiňuje povinnost považovat za posvátné liturgické formy starších generací, neboť mezi nimi a formou dnešní nemůže být žádný rozpor. Doslova píše: „V dějinách Liturgie je růst a pokrok, ale žádný zlom. Co bylo posvátné pro předcházející generace, zůstává posvátným a velkým i pro nás, a nemůže být znenadání zcela zakázáno nebo dokonce pokládáno za škodlivé.“

## Reakce
Většina reakcí uvnitř církve oceňovala papežovu snahu o smíření. Objevili se však i kritikové z řad katolických představených a židů.

### Tradicionalisté uvnitř církve
Dokument vřele přijali zejména tradicionalisté uvnitř církve, kteří k předkoncilní liturgii obecně lnou. Tyto skupiny (např. Kněžské bratrstvo svatého Petra) tuto liturgii podle starších podmínek slavily již dříve. Existuje i mezinárodní společenství převážně mladých katolických laiků Juventutem, které vzniklo v roce 2006 a které se nyní na dokument Summorum pontificum přímo odvolává. Dokument pochvalně ocenily i různá národní společenství pro latinskou mši (např. právě Kněžské bratrstvo svatého Petra).

### Kněžské bratrstvo sv. Pia X.
Představený Bratrstva sv. Pia X. (FSSPX) Bernard Fellay označil dokument za „dar Milosti, který představuje nejenom krok, ale přímo skok správným směrem“. Zároveň se však zástupci Bratrstva zmínili i o tom, že překážky ve vztazích se Svatým stolcem stále jsou, ale že doufají, že pozitivní atmosféra, která byla tímto navozena, pomůže do budoucna problémy řešit. Dalším významných krokem Benedikta XVI. vůči FSSPX bylo poté zrušení exkomunikace čtyř jejich biskupů v roce 2009.

### Kritika uvnitř katolické církve
Uvnitř církve se objevila taktéž kritika papežova kroku. Kritici se vyjadřovali o Summorum pontificum tak, že je krokem zpět v progresivních změnách II. vatikánského koncilu. Italský biskup Luca Brandolini, člen liturgické komise italské biskupské konference, řekl, že se nemůže ubránit slzám, a že jde o nejsmutnější den jeho života jako člověka, kněze i biskupa. Nicméně na druhou stranu vyjádřil svoji poslušnost vůči papeži.
Další námitky pak biskupové vznesli proti praktickému uplatňování dokumentu. Za problém označovali nalézt kněze, kteří podle staršího misálu sloužit umí, popř. starší liturgické texty vůbec sehnat.
Arcibiskup Malcolm Ranjith, sekretář Kongregace pro bohoslužbu a svátosti, mluvil po vydání dokumentu o tom, že se někde setkal s kritikou dokonce z řad biskupů a kardinálů a s místními dokumenty nepřímo omezujícími dopad Summorum pontificum. Za těmito aktivitami dle něj stojí jednak ideologické předsudky, jednak pýcha. Navíc řekl, že biskupové, kteří se snaží aplikaci Summorum pontificum nějak omezovat, se dobrovolně stávají nástroji ďábla a obvinil je z neposlušnosti či dokonce vzpoury proti papeži, na kterou nemají právo.

### Reakce židů
Některé židovské skupiny proti rozhodnutí papeže protestovaly, neboť ve znění modlitby, která je součástí velkopáteční liturgie dle misálu z roku 1962, se vyskytovaly výrazy (např. vyjádření o „slepotě" židů.), se kterými někteří židé nebyli spokojeni. Papež jejich protestům vyhověl a pasáže, které vyvolávaly konflikty, nahradil jinými. Současné znění modlitby zní: „Všemohoucí věčný Bože, který chceš, aby všichni lidé byli spaseni a došli poznání pravdy, uděl milostivě, aby vstupem do plnosti národů v Tvé Církvi, byl spasen celý Izrael.“ Zástupci Antidefamační ligy dokument označili jako teologický krok zpět a ránu čtyřicetiletému vývoji katolicko-židovských vztahů.

## Faktické odvolání dokumentu
Papež František list Summorum pontificum de facto odvolal dne 16. července 2021 vydáním motu proprio Traditionis custodes.

### Důsledky odvolání dokumentu
Celosvětově po odvolání dokumentu vzrostl počet omezení již vysluhovaných tradičních mší. Emeritní biskup Cikrle nepodporuje tradiční katolickou liturgii, a pokud mohl, tak ji omezoval až do krajnosti. Dne 27. února 2022 s odkazem na kanonické právo dočasně zakázal Vlastimilovi Vojtěchu Protivínskému farářské působení a disciplinárně rozhodl o jeho ročním pobytu na Slovensku, kde mu přikázal pobývat v klášteře, který v současnosti slouží jako protialkoholická léčebna s odůvodněním "aby opět byl schopen nalézt svou kněžskou identitu v dnešní církvi", a to na základě Traditionis custodes.  Dále mu bylo zakázáno sloužit veřejné mše svaté a mše bez účasti lidu smí sloužit pouze podle misálu sv. Pavla VI. Důvodem je, že vysluhoval výhradně tradiční římský ritus a odmítal ve farním kostele v Horním Újezdě sloužit novou mši. Kardinál Cupich vypověděl Institut Krista Krále z Chicaga.